# Karl Walter (Politiker, 1901)

Karl Walter

Karl Walter (* 23. Februar 1901 in Düsseldorf; † 27. Januar 1957 in Essen) war ein deutscher Metallurge und von 1936 bis 1945 Reichstagsabgeordneter der NSDAP.

## Leben
Walter schloss den Besuch der Volksschule und Oberrealschule in Saarbrücken 1920 mit dem Abitur ab. Im gleichen Jahr arbeitete er als Hilfsarbeiter und Werkstudent in der Eisen- und Stahlindustrie und nahm an der Technischen Hochschule in Aachen ein Studium der Eisenhüttenkunde auf. Während seines Studiums wurde er 1920 Mitglied der Burschenschaft Alania Aachen. Im Oktober 1923 wurde er während der Rheinlandbesetzung von den französischen Besatzungsbehörden aus Aachen ausgewiesen, nachdem er sich an den Separatistenabwehrkämpfen beteiligt hatte. Walter wechselte an die Sächsische Bergakademie in Freiberg und schloss dort im April 1927 sein Studium als Diplom-Ingenieur für Eisenhüttenkunde ab. Ab dem 25. Juli 1927 arbeitete Walter als Ingenieur bei den Mannesmannröhren-Werken in Düsseldorf. 1936 wurde er Leiter der dortigen Versuchsanstalt.
Am 19. Juni 1925 trat Walter der NSDAP (Mitgliedsnummer 8.137) und im gleichen Jahr der SA bei. Zuvor, im Februar 1925, soll er an der Gründung der NSDAP-Ortsgruppe in Freiberg beteiligt gewesen sein. In der Partei übernahm er bis 1927 das Amt des Propaganda- und Organisationsleiters für den Bezirk Freiberg-Stadt. Nach dem Wechsel nach Düsseldorf wurde Walter im März 1932 Sektionsleiter in der dortigen NSDAP, vom 10. September 1932 bis 1934 leitete er die NSDAP-Ortsgruppe in Düsseldorf-Rath.
Nach der „Machtergreifung“ der Nationalsozialisten wurde Walter zunächst Stadtverordneter, später dann bis 1935 Ratsherr der Stadt Düsseldorf. Vom 22. August 1934 bis Kriegsende war Walter NSDAP-Kreisleiter der Gauhauptstadt Düsseldorf. 1934 wurde er Mitglied der Deutschen Arbeitsfront, der NSV und des Nationalsozialistischen Bundes Deutscher Techniker (NSBDT).
Am 8. März 1935 wurde er Preußischer Provinzialrat der Rheinprovinz. Im März 1936 erhielt Walter ein Mandat im Reichstag, der in der Zeit des Nationalsozialismus bedeutungslos war. Im Zweiten Weltkrieg gehörte Walter ab dem 4. Juni 1940 der Waffen-SS an, bis 3. August 1940 dem Münchner SS-Regiment Deutschland. Dann war er im Einsatz in den Niederlanden. Von November 1940 bis Januar 1941 besuchte Walter einen Lehrgang für Reserve-Führeranwärter an der SS-Junkerschule in Tölz. Am 2. November 1940 wurde er SS-Unterscharführer der Reserve der Waffen-SS, am 30. Januar 1941 SA-Standartenführer. Nach zwei Lazarettaufenthalten wurde er am 5. August 1941 vom Dienst in der Waffen-SS freigestellt; am 20. April 1941 war er in der Waffen-SS zum Untersturmführer der Reserve befördert worden. Ab 1. Januar 1942 arbeitete Walter hauptamtlich für die NSDAP und wurde im April 1942 Oberbereichsleiter der NSDAP. Am 11. Oktober 1943 wurde er aus der Waffen-SS entlassen. Bei dem damaligen Höheren SS- und Polizeiführer Karl Gutenberger stellte er 1943 oder 1944 einen Antrag auf Überlassung von 20 KZ-Häftlingen für den Bau eines „Kreisleiterbunkers“, wie es aus Aktenbeständen des HSSPF hervorgeht.
Nach Kriegsende befand sich Walter zunächst in amerikanischer Internierung, dann von Juli 1947 bis 14. August 1948 im britischen Internierungslager Fallingbostel. In der Entnazifizierung wurde Walter am 7. März 1949 vom Spruchgericht Bielefeld in einem Revisionsverfahren zu zwei Jahren und sechs Monaten Haft verurteilt, die durch die Internierung als verbüßt galten. Der Entnazifizierungsausschuss des Stadtkreises Düsseldorf stufte Walter im August 1949 in die Kategorie III als „Minderbelasteter“ ein. Ab 1949 arbeitete Walter als Vertreter einer Lederwarenfabrik zunächst in Walsrode, ab 1953 in Essen.